# Tridentodillo squamosus
Tridentodillo squamosus là một loài chân đều trong họ Armadillidae. Loài này được Jackson miêu tả khoa học năm 1933.